# Пруцкий, Матвей Евсигнеевич
Матвей Евсигнеевич Пруцкий (1778/9 — ?) — русский поэт, писатель

, переводчик и педагог; надворный советник.

## Биография
Матвей Пруцкий происходил из дворян, родился в 1778 или 1779 году. Начав службу в мае 1788 года копиистом в Белгородском, Курской губернии, Уездном суде, он с мая 1790 года был подканцеляристом в Белгородской Палате гражданского суда, а 29 апреля 1792 года определился в Дворянскую гимназию Московского университета, 30 июня 1799 году произведен был в студенты, в 1800 году был переведен в Императорский Московский университет и, окончив здесь курс, поехал «для усовершенствования себя в науках» за границу.
По возвращении в Россию Матвей Евсигнеевич Пруцкий поступил на службу в Министерство юстиции Российской империи (8 ноября 1806 года). Назначенный в 1807 году учителем и смотрителем в Императорский Институт слепых, Пруцкий 27 мая 1811 года перешел в Главное управление духовных дел иностранных исповеданий, а 1 января 1818 года (после реструктуризации последнего) — в Департамент духовных дел Министерства духовных дел и народного просвещения Российской империи помощником столоначальника, где прослужил до 24 июня 1820 года, будучи, с ноября 1817 года, старшим учителем в Петербургском Пантелеймонском училище.
С 3 июля 1820 года Матвей Евсигнеевич Пруцкий служил переводчиком в Либавской таможне, будучи в 1824 году произведен в надворные советники.
Литературная деятельность М. Е. Пруцкого началась в 1796 году, когда он в журнале «Приятное и полезное препровождение времени» (часть XI, страница 383) поместил своё стихотворение «К Венере»; затем, уже будучи студентом, он издал (анонимно) переводы с французского языка: «На что не отважится раздраженная любовь», из сочинений г. Мерсье, повесть, М. 1802 и «Прекрасная Индианка, или приключения внучки Великого Могола, Англинский роман», 2 ч., М. 1803; в 1814 году Пруцкий издал перевод с французского: «Мнение француза о совещании Сената» (СПб.), а в 1830 году издал в Санкт-Петербурге руководство: «Легчайший способ научиться читать и писать по-русски в самое короткое время».